# Майга, Модибо
Модибо́ Майга́ (фр. Modibo Maïga; 3 сентября 1987, Бамако, Мали) — малийский футболист, нападающий. Выступал за национальную сборную Мали.

## Карьера

### Клубная
Модибо Майга начал карьеру профессионального футболиста в клубе «Стад Мальен» из Бамако. В июле 2004 года он перешёл в марокканскую команду «Раджа Касабланка», в составе которой стал обладателем Кубка страны. Сезон 2006/07 нападающий провёл в дубле «Ле Мана», выступавшем в то время в группе С Любительского чемпионата Франции.
Год спустя Майга стал игроком основной команды «Ле Мана», за которую провёл 3 сезона. Дебютировал за «Ле Ман» 25 августа 2007 года в проигранном со счетом 1:3 выездном матче чемпионата против «Монако», заменив на 74-й минуте Стефана Сессеньона. Первый гол в чемпионатах Франции Модибо забил 16 августа 2008 года на 33-й минуте гостевой игры с «Лиллем». Позже в ходе того матча малиец сумел отличиться ещё раз и, тем самым, помог своей команде одержать победу со счётом 3:1.
Летом 2010 года нападающий перешёл в «Сошо». В чемпионате Франции 2010/11 забил 15 мячей, оказавшись в десятке лучших бомбардиров первенства.

### В сборной
За сборную Мали Модибо Майга выступает с 2008 года. Участник Кубка Африканских наций 2010, отборочного турнира к чемпионату мира 2010.

## Достижения
Раджа Касабланка
- Победитель Арабской лиги чемпионов (1): 2006
- Обладатель Кубка Марокко (1): 2005